# سیتیزندیوم

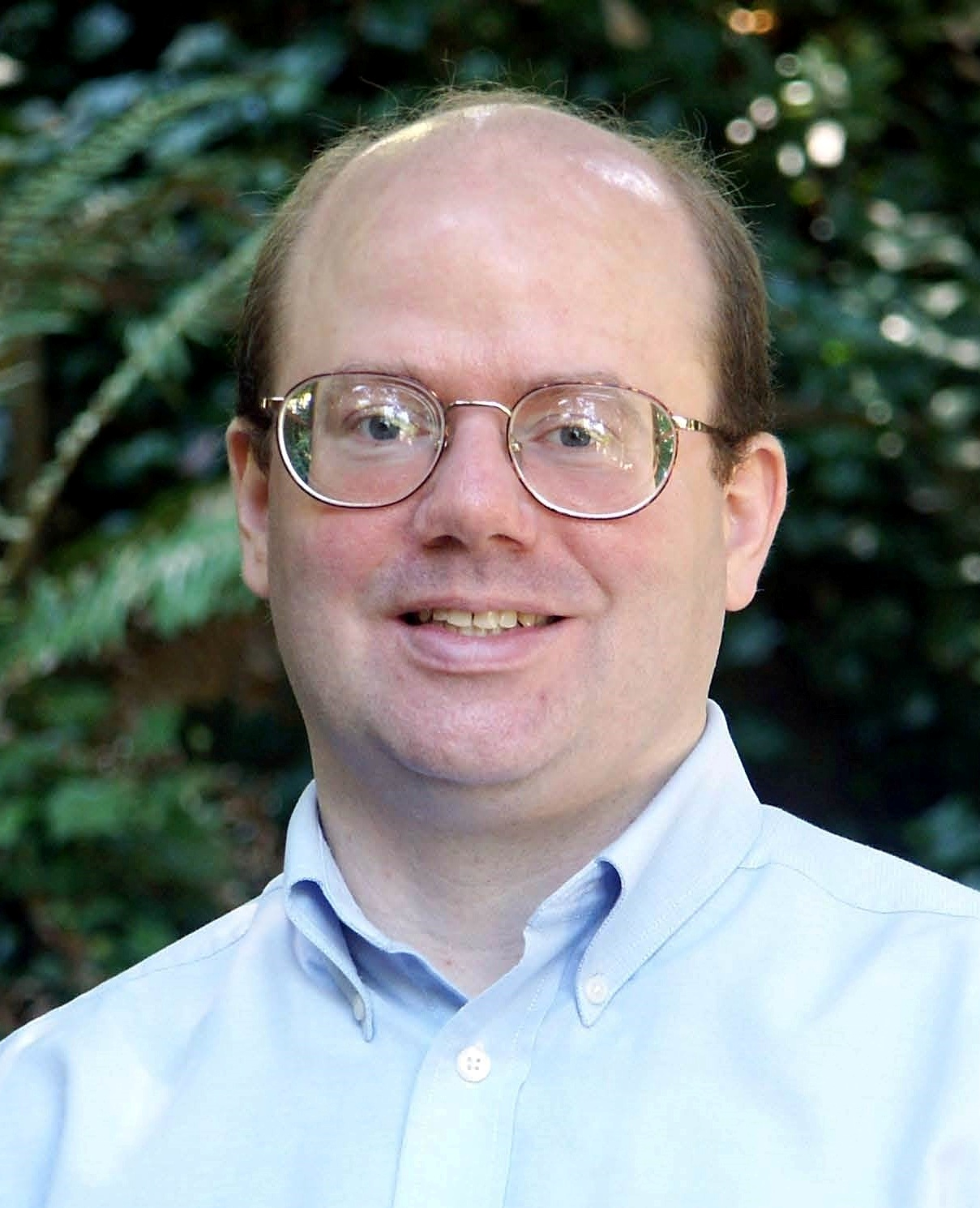
تصویری از لری سنگر

سیتیزندیوم (به انگلیسی: Citizendium) (و با تلفظ:Seeteezen-dee-yom) که صورت اختصاری عبارت Citizens' Cpompendium به معنی اختصار شهروندان است، نام دانشنامه‌ای است که لری سنگر فیلسوف آمریکایی و از بنیانگذاران ویکی‌پدیا، پس از جدا شدن از ویکی‌پدیا، در مارس ۲۰۰۷ بنیان گذارد. این دانشنامه، مانند ویکی‌پدیا، توسط نرم‌افزار مدیاویکی اداره می‌شود. در این دانشنامه اینترنتی، محتوای نوشته شده توسط کاربران، باید توسط یک گروه شامل کارشناسان رشته مربوط بررسی شده و در صورت تأیید، در دانشنامه درج شود.
کارشناسان تیم بررسی ویکی سیتی زندیوم باید مدرک کارشناسی ویا بالاتر داشته باشند و سن آنها نباید کمتر از ۲۵ سال باشد.
لری سنگر در این‌باره گفته است:
ویکی‌پدیا کارهای بزرگی انجام داده است. زمانی اطلاعات منتشر شده روی دائرةالمعارف‌های آزاد آنلاین از دقت و صحت کمی برخوردار بودند، اما همین که یک سیستم باز که کاربران به راحتی می‌توانستند اطلاعات خود را روی آن قرار دهند، وجود داشت بسیار شگفت انگیز بود. اما اکنون با ارائه این نسخه جدید کاربران می‌توانند مطمئن باشند مطالبی که مطالعه می‌کنند مورد تأیید کارشناسان قرار گرفته است.
این دانشنامه تنها به زبان انگلیسی در دسترس است و رتبه الکسای آن نیز در مقایسه با رقیبش، ویکی‌پدیا، بسیار پایین‌تر است. افراد برای افزودن محتوا به دانشنامه، باید با نام واقعی خود ثبت نام کنند و پس از آن افزودن مطالب، اعضای گروه کارشناسی، درباره درج مطلب تصمیم می‌گیرند. محتوای این دانشنامه، با مجوز کریتیو کامنز نسخهٔ
Creative Commons Attribution 3.0 Unported License منتشر می‌شود.